# Astylos de Crotone
Astylos de Crotone (grec ancien : Ἄστυλος/Ἀστύαλος Κροτωνιάτης) était un athlète spécialiste de la course à pied qui remporta sept titres olympiques lors des jeux olympiques antiques entre 488 et 480 av. J.-C.
Il réalisa deux fois de suite en course à pied le doublé stadion d'une longueur d'un stade (environ 192 m) et diaulos (double stade, soit environ 384 m) lors des 73e et 74e jeux olympiques en 488 et 484 av. J.-C. Lors des 75e jeux en 480, il réalisa le triplé stadion, diaulos et hoplitodromos, devenant ainsi triastès,. Il était aussi periodonikès.
Astylos défend d'abord les couleurs de sa cité, Crotone, puis opte pour Syracuse en 484, provoquant une colère noire des citoyens/supporters de Crotone : ils brisèrent sa statue érigée après son premier titre olympique et transformèrent sa maison en prison,.
Lors de sa période d'entraînement avant les grandes compétitions, il s'abstenait de toute relation sexuelle, comme le rappelle Platon,.

## Sources
- (en) Paul Christesen, Olympic Victor Lists and Ancient Greek History, New York, Cambridge University Press, 2007, 580 p. (ISBN 978-0-521-86634-7, BNF 41039678).
- Eusèbe de Césarée, Chronique, Livre I, 70-82. Lire en ligne.
- (de) Wolfgang Decker, Antike Spitzensportler : Athletenbiographien aus dem Alten Orient, Ägypten und Griechenland, Hildesheim, Arete Verlag, 2014, 201 p. (ISBN 978-3-942468-23-7).
- (en) David Matz, Greek and Roman Sport : A Dictionnary of Athletes and Events from the Eighth Century B. C. to the Third Century A. D., Jefferson et Londres, McFarland & Company, 1991, 169 p. (ISBN 978-0-89950-558-9, BNF 36677487)
- (it) Luigi Moretti, « Olympionikai, i vincitori negli antichi agoni olimpici », Atti della Accademia Nazionale dei Lincei, vol. VIII,‎ 1959, p. 55-199.